# ييب مان
ييب مان (1 أكتوبر 1893 – 2 ديسمبر 1972) أو إيب مان، هو مُعلم فنون قتالية صيني، كان لهُ العديدَ من التلاميذ الذين أصبحوا معلمي فنون قتالية منهم بروس لي.
كان يعيش في (فوشان) إلى أن جاءَ الأستعمار أو الحرب مع اليابان اضطُهد الشعب الصيني وقتلو مِن قبل الجيش الياباني وكان ييب من ضمِن الذين طردهم الأحتلال من بيوتهم واصبحَ بيتهُ مركزاً للضباط اليابانيين إلى ان قررَ العمل في منجم الفحم بعد أن كان غنياً.

## حياته السابقة
ولد ييب مان بأسم (ييب كاي-مان) باللغة الصينية (葉繼問) كثالث من أربعة أطفال نشأ في عائلة ثرية في فوشان، غـوانغدونغ وتلقى تعليماً صينياً تقليدياً إلى جانب شقيقه الأكبر (ييب كاي-جاك) وأخته الكبرى (ييب مان-مي) والأخت الصغرى (ييب وان-هوم) 
بدأ ييب بتعلم الوينج تشون من المعلم تشان واه شون كان ييب بوقتها بعمر 9 أو 13. وكان المعلم تشان يبلغ من العمر 57 سنة في ذلك الوقت، وأصبح ييب مان الطالب السادس عشر والأخير للمعلم تشان. كان المعلم تشان قادراً على تدريب ييب مان لمدة ثلاث سنوات فقط نظراً لسنه قبل ان يعاني من سكتة دماغية خفيفة في عام 1909 م والعودة إلى قريته. تعلم ييب معظم مهاراته وتقنياته. في سن 16 عامًا، بمساعدة قريبه ليونج فوتنج، انتقل ييب إلى هونج كونج وذهب هناك إلى مدرسة سانت ستيفين، وهي مدرسة ثانوية للعوائل الثرية والأجانب الذين يعيشون في هونغ كونغ. بعد ستة أشهر من الانتقال إلى هونج كونج، أخبره أحد زملاء ييب يدعى للاي أن صديق والد لاي الذي كان خبيرًا في تقنيات الكونغ فو كان يعيش معهم، وعرض أن يكون لديه مباراة مبارزة ودية مع ييب. في ذلك الوقت كان ييب مهزومًا لذلك فقد قبل بفارغ الصبر التحدي. ذهب إلى منزل صديقه لاي بعد ظهر يوم الأحد وبعد تبادل المجاملات القصيرة تحدى الرجل لمبارزة. كان الرجل اسمه ليونغ بيك وقد فاز بسهولة وبسرعة على ييب مان طلب ييب مبارزة ثانية وتعرض للضرب مرة أخرى، تمامًا كما يبدو. وبسبب إحباطه من هزيمته، غادر ييب دون كلمة وبعد ذلك كان مكتئبًا لدرجة أنه لم يجرؤ على ذكر أنه يعرف الكونغ فو. بعد أسبوع، أخبره لاي أن الرجل الذي قاتله كان يسأله ان كان سيأتي مرة أخرى. رد ييب بأنه كان محرجًا جدًا من العودة وعندها أخبره صديقه لاي أن ليونغ بيك قد أشاد بتقنياته في الكونغ فو وأنه كان ابن ليونغ جان، الذي درب سيد تشان-واه شون. وبدأ ييب في التدريب مع ليونغ بيك. حتى وفاة ليونغ في عام 1911. عاد ييب إلى فوشان في عام 1917 عندما كان عمره 24 عامًا وأصبح ضابط شرطة هناك.  قام بتعليم أسلوب الوينج تشون للعديد من  أصدقائه وأقاربه، لكنه لم يدير مدرسة فنون الدفاع عن النفس رسميًا. تزوج ييب فيما بعد من تشيونغ-وينغ سينغ وأصبح لديهما العديد من الأطفال. ييب تشون وييب شينغ ، وبنات. ييب نجا-سوم وييب نجا-وون.
بعض من أشهر طلابه غير الرسميين هم:
- تشو كوونج-يوي
- كوك فو ولون كاه
- تشان تشي-سون
- شو هي-وي
- لوي ينغ

. من بينها، قيل أن تشو كوونج يوي هو الأفضل، لكنه ذهب في نهاية المطاف إلى التجارة وتوقف عن ممارسة فنون الدفاع عن النفس.  ذهب كووك فو ولون كاه لتعليم الطلاب بأنفسهم  فن وينج تشون في منطقة فوشان وقوانغدونغ.  ذهب تشان تشي سون ولوي ينج إلى هونج كونج في وقت لاحق ولكن لم يقبل أي منهما أي طلاب. [بحاجة لمصدر]
ذهب ييب للعيش مع كوك فو خلال الحرب الصينية اليابانية الثانية وعاد إلى فوشان بعد الحرب، حيث استأنف حياته المهنية كضابط شرطة.  وجد ييب بعض الوقت لتدريب ابنه الثاني ييب شينغ خلال عام 1949. في نهاية عام 1949 بعد أن فاز الحزب الشيوعي الصيني بالحرب الأهلية الصينية، حيث كان ييب ضابطًا في الكومينتانغ وييب وزوجته وابنتهما الكبرى غادرت ييب نجا-سوم فوشان وذهبت إلى هونغ كونغ.

## حياته في فوشان
كان ييب مان يعمل بِمنجم للفحم للحصول على شوال أرز بالمُقابل وكانت هناك عروض لِلضباط اليابانيين لمُشاهدة مدىٰ قوة الفنون القتالية الصينية ومقارنتها بالفنون القتالية اليابانية، إلى ان لعب ييب مان ضد ضابط اليابانيين للفنون القتالية اليابانية وهزمهم. لقد كانوا في نهاية الحرب، ولم يغادر اليابانيون شمال الصين دون أن يأخذوا معهم كل الرجال الاقوياء لتدريب الساموراي اليابانيين على الكونغ فو، وكان من بينِهم ييب مان الذي رفضَ أن يكون عبداً لكيس الأرز ثم أُحْضِرَ لمبارزة للقتال ضد الضابط الياباني الذي حكمَ المنطقة في ذلكَ الوقت قد وكانت معركة بين الحياة والموت. قاتل ييب من أجل حياته ولجميع المزارعين من شمال الصين وبعدها فاز ييب على الضابط الياباني وبعدها قام أحد مساعدي الضابط الياباني بأطلاق النار على ييب وأصيب ييب مان. وبمساعدة صديقه استطاع ييب الجريح الهرب من فوشان برفقة اسرته واستقر في هونغ كونغ.

## حياته في هونغ كونغ

ييب مان وبروس لي يتدربان على التشي ساو

بعد الهرب من فوشان برفِقة أسرته، استقرَ في هونغ كونغ في عام 1949 وبدأ مسيرته لتعليم اسلوب «وينج تشون» بفندق كولون وكان ذلك منعطفا في حياته. وفي عام 1967 انشأ ييب جمعية الوينج تشون الرياضية لتعليم الروح العالية للوينج تشون وحقق حلمهُ المستقبلي وبات الوينج تشون أشهر فرع في الفنون القتالية الصينية. تجاوز عدد تلاميذه الاثنين مليون شخص، وهنالك الكثير من الموهوبين بين تلاميذه، وابرزهم بروس لي.

## وفاته

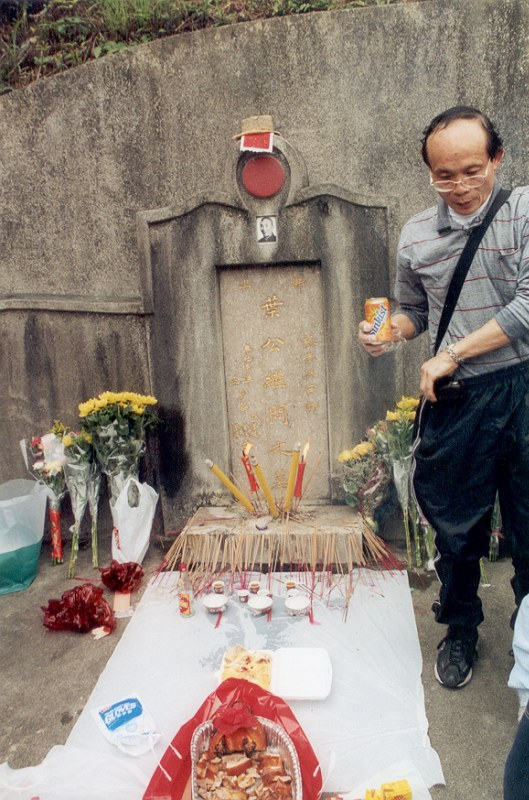
قبر المعلم ييب مان في وو هوب شيك

توّفي ييب في 2 ديسمبر عام 1972 في وحدتهِ في شارع تونغ تشوي في هونغ كونغ. بسبب سرطان الرأس والعنق قبل سبعة أشهر من وفاة بروس لي دفن ييب في هونج كونج، وو هوب شيك، كتبَ ييب قبل وفاتهِ تاريخَ الوينج تشون وعُرِّضَت العديد من القطع الأثرية من حياته في متحف ييب مان في أراضي معبد فوشان. وصُوِّرَت العديد من الأفلام بناءً على حياته.

## الأفلام التي جسدت شخصيته
- ييب مان 1
- ييب مان 2
- ييب مان 3
- ييب مان 4
- ييب مان: الأسطورة ولدت
- ييب مان والملوك الأربعة
- ييب مان: المعركة النهائية
- ييب مان: معلم الكونغ فو
- ييب مان الشاب في وقت الإزمة